# Селичівка
Селичі́вка — село в Україні, у Баришівській селищній громаді Броварського району Київської області. Населення становить 1097 осіб.

## Географія
Село Селичівка знаходиться в центрі громади за 4 км від Баришівки і за 3 км від Морозівки.
Через Селичівку протікає одна з правобережних приток Трубежа, річка Ільта, що бере початок із боліт на околиці Борисполя. Ільта впадає в річку Трубіж із правого берега нижче Баришівки.

## Назва
За місцевими переказами, походження села має кілька версій. За першою — від назви річки, яку в давнину називали Сичівкою, її бурхливі води ніби сичали протікаючи. Звідти й видозмінена назва села. За другою версією — перші поселенці вирізнялися надзвичайною силою, за яку село і отримало відповідну назву, пізніше вона змінилася на більш прозаїчну назву — Селичівка. Третя — виводить назву села від перших поселенців на ім'я Селичі.
Цікаву версію про заснування населеного пункту розповіла Катерина Корніївна Сулимока, 1920 р.н.:
| Річка називалась Селичовка, дуже повноводна. Навколо неї росли величезні дуби. Одного разу на річці з'явився човен з двома особами, чоловіком і жінкою. Допливши до броду, вони зробили зупинку, оскільки далі річка звужувалась. У цьому місці розкинулось непрохідне болото, поросле вербами і лозами. Прибульці вирішили далі не плисти, а осісти тут, пагорбі, де пізніше жив Іван Сидоренко. Згодом на броду утворилась пристань, почали прибувати люди. Вони будували собі житло, вирубуючи дуби і верби. Із села був протік, який впадав у річку. Так почало розселятися село далі. |

## Історія
Вважається, що засновниками селища були вільні хлібороби-посполиті. Про події наприкінці XVI — на початку XVII століть на цій території можна дізнатися із повідомлення за квітень 1603-го року, де вперше згадується поселення біля річки Селичівка. Мається на увазі лист Костянтина Острохького, старости переяславського, до Станіслава Жлокевського, датований квітнем 1603 року. У листі князь викликає гетьмана на «суд скоби» через те, що Жолкевський через урядника свого — баришівського й іванківського пана Федора Козарина і через інших слуг, бояр і підданий своїх, які здавна живуть на ґрунті біля річки Селичівки, вторгались у маєтки та землю Київського Пустинно-Микільського монастиря, тобто порушували володіння його маєтком у той час, коли тут засновуються слободи, з метою привласнити собі землю. Не бажаючи втратити маєтності на лівому березі Дніпра, отець Ігнатій і ченці монастиря оцінювали свої збитки «от пекращения пользования имением в 2000 коп. — грошей литовських». Додамо, що справа завершилася нічим. Як і більшість населених пунктів краю, Cеличівка належала спочатку Жолкевським, потім Даниловичам. 
Селище було приписане до Преображенської церкви у Баришевці
За козаччини, до 1781 року селище Селичівка було у складі Баришівської сотні Переяславського полку. Хоча поселення належало до «вільних військових маєтностей», воно перебувало у власності полковників Дмитра Виговського, а потім Галагана та його нащадків (з 1753 року). Збереглися дані за 1739 рік, коли для потреб російської армії під час війни з Туреччиною здійснювався набір волів. За 25 волів тоді нарахували 87 карбованців 70 копійок. У 1782 році найбільшим власником села був переяславський повітовий суддя Галаган, який мав 749 підданих, Шаненко — 14, інші — 79.
Зі скасуванням козацького полкового устрою, селище перейшло до складу Остерського повіту Київського намісництва. За описом 1787 року у Селичівці було 395 душ, село у володінні «казених людей» і власників: полковника Андрія Іваненка, надвірного радника Сулими і колезького асесора Галагана.
Є на мапі 1826-1840 року
У 1859 році Селичівці було 154 двори й 1362 жителі. До 1882 року одноосібним власником села був поміщик М. А. Рінельман, який продав свої землі селянам і запасним козакам. Так, із діловодства того часу можна дізнаємося, що за 70 карбованців сріблом Федір Власович Рєпко придбав 50 квадратних сажнів землі, а пізніше її власниками стають брати П‘яні — Іван, Харитон і Павло Федоровичі. Наприкінці XIX століття селян-одноосібників стає більше. У 1885—1887 роках Полтавське земство проводить комплексний перепис господарств сіл Переяславського повіту. З нього ми дізнаємося, що в Селичівці було 283 господарства (населення 1457 осіб), із них 18 — козацьких і 265 — селянських. 721 особа — населення чоловічої статі і 736 — жіночої, з них грамотних — 10 осіб, зокрема 4 жінки. У селянських господарствах утримувалось 89 коней, 141 свиня, 291 віл, 251 корова, 563 вівці. 38 бідняцьких господарств не тримали нічого, а 6 сімей не мали своєї хати. З іншого джерела, що дійшло до нас із тих часів, «Сборника хозяйственной статистики Полтавской губернии Переяславського уезда» від редакцією М.Кульбко-Корецького, ми дізнаємося: селянських дворів — 264, козацьких — 18, міщанських — 1. Населення чоловічої статі: козаків — 39, селян — 679, міщан — 3, Жінок: з козаків — 64, селян 688, міщан — 4.
У 1900 році за кошти земства та за ініціативою інспектора шкіл Переяславськаго повіту Гладишева в селі було збудовано добротну школу, з високою стелею для «Навчального народного училища»
Перед 1904 роком побудовано церкву Вознесіння Господнього
Голод 1932-33 років наклав свою кістляву руку і на жителів Селичівки. Як звасвідчили Дігтяр-Тимченко
М.В., Писарєва-Ковтун М.Ф., Кириленко Н.Г.. Луценко Н.С., Дігтяр Г.К., Воронова Т.С. та інші старожили
села, бригади, що складалися з активістів, при допомозі металевих штирів проштрикували землю на наявність зерна, перевіряючи, чи не заховане десь збіжжя, забирали всі харчові запаси, прирікаючи селян
на голодну смерть.
В кожній хаті помирали старі, молоді й діти. Так, наприклад, у сім’ї Ковтун Т.О. померли в роки голодомору дві сестри і два брати: Устина, Меланія, Григорій і Андрій. Таня, якій на той час було 9 років, їздила у
Київ по хліб, щоб не вмерти з голоду. Під час поїздок потрапила під потяг, залишившись без руки.
За вцілілими архівними даними за вересень-грудень1933 р. в селі померло12 жителів, з них з причиною
смерті «невідомо» – 10 чол.
Мартиролог жителів с. Селичівка – жертв Глодомору 1932-1933 років укладено за архівними даними
(Державний архів Київської області, Ф-5634, оп. 1, спр. 133, арк. 239-244) та свідченнями очевидців Писарєвої-Ковтун М.Ф., 1923 р. н.; Сулимко К.К., 1920 р.н.; Дігтяр-Тимченко М.В., 1922 р.; Кириленко Н.Г.,
1920 р.н.; Луценко Н.С., 1923 р.н.; Дігтяр Г.К., 1925 р.н; Воронцової Т.С., 1920 р.н., та ін., записаними у
2008 р. Ковтун Г.Й., зав. клубом.
В мартирологу зі збереженням мовних особливостей документів вказано прізвище, ім’я та по батькові
померлого, рід занять або соціальний стан, дату смерті, вік, причину смерті за офіційними даними та №
лікарської довідки. Записи подано в поряду розміщення їх у книзі реєстрації смертей.
Навколо села у заплаві річки Ільти були великі болота, через які у бік Морозівки проходили броди. Іноді жителі долали шлях до сусідніх сіл човном. Місцями село упиралося в плавні. Так, непрохідні плавні були на Кобиному кутку. І донині збереглися назви долин і урочищ навколо села — Коростілка, Дьогтярна, Кульжине, Верисоваха, Пастовник, Рудка, Сильчине, Драч, Глиниця, Кругле, Буцова долина, Попова долина, Морочна долина, Селились люди кутками й родами: Кобин куток, Тупик, Шуляк, Рахуба, Цюцюра, Луценко.
До 12 червня 2020 року було центром Селечівської сільської ради.

## Населення
Згідно з переписом УРСР 1989 року чисельність наявного населення села становила 1225 осіб, з яких 556 чоловіків та 669 жінок.
За переписом населення України 2001 року в селі мешкали 1102 особи.

### Мова
Розподіл населення за рідною мовою за даними перепису 2001 року:
| Мова       | Відсоток |
| ---------- | -------- |
| українська | 97,54 %  |
| російська  | 1,82 %   |
| молдовська | 0,27 %   |
| білоруська | 0,09 %   |
| інші       | 0,28 %   |

## Економіка
На землях клдишньої Селичівської сільської ради розміщений Івківський відділок Морозівської птахофабрики.

## Галерея

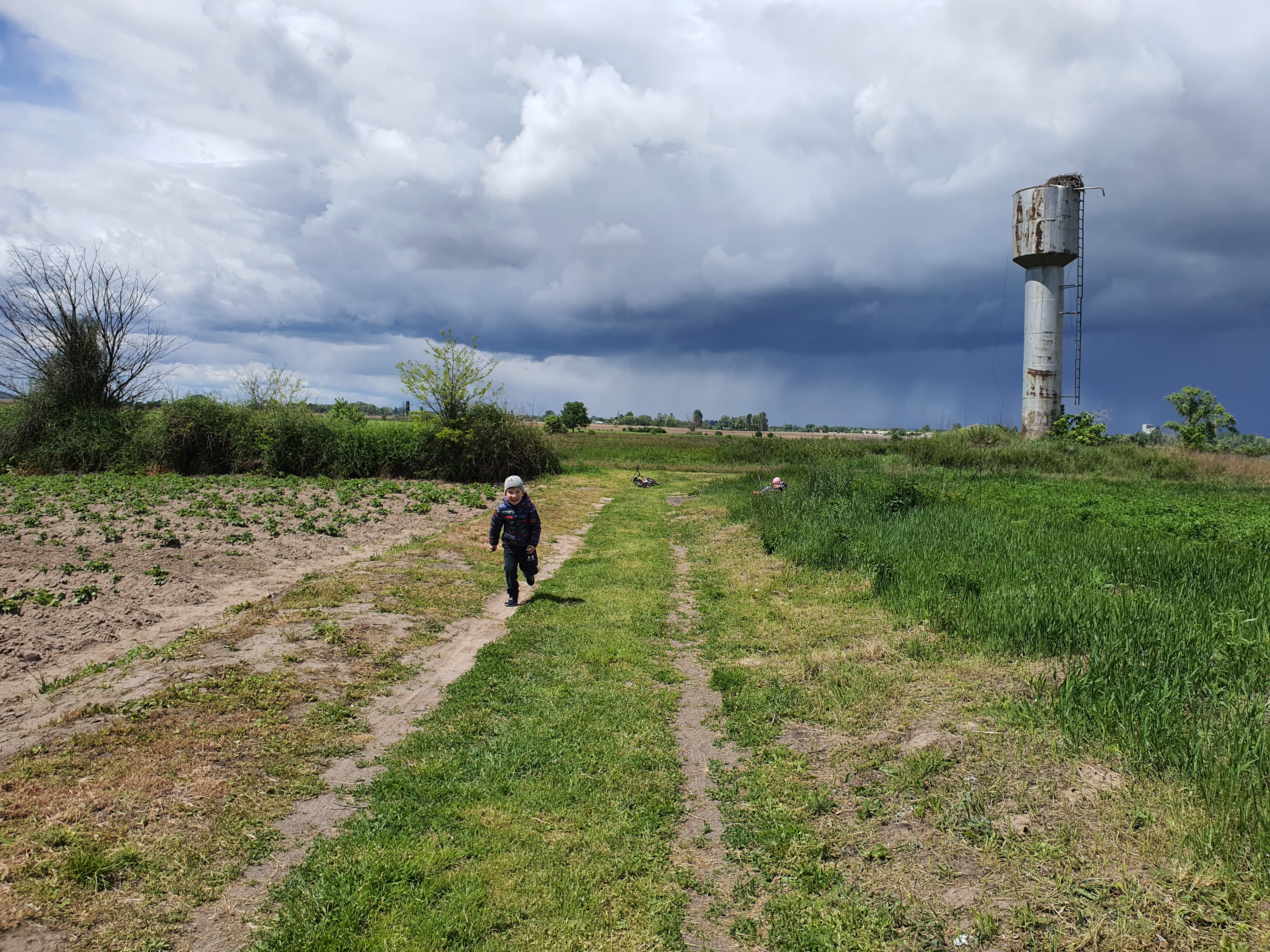
Краєвид з водонапірною вежею колишньої ферми
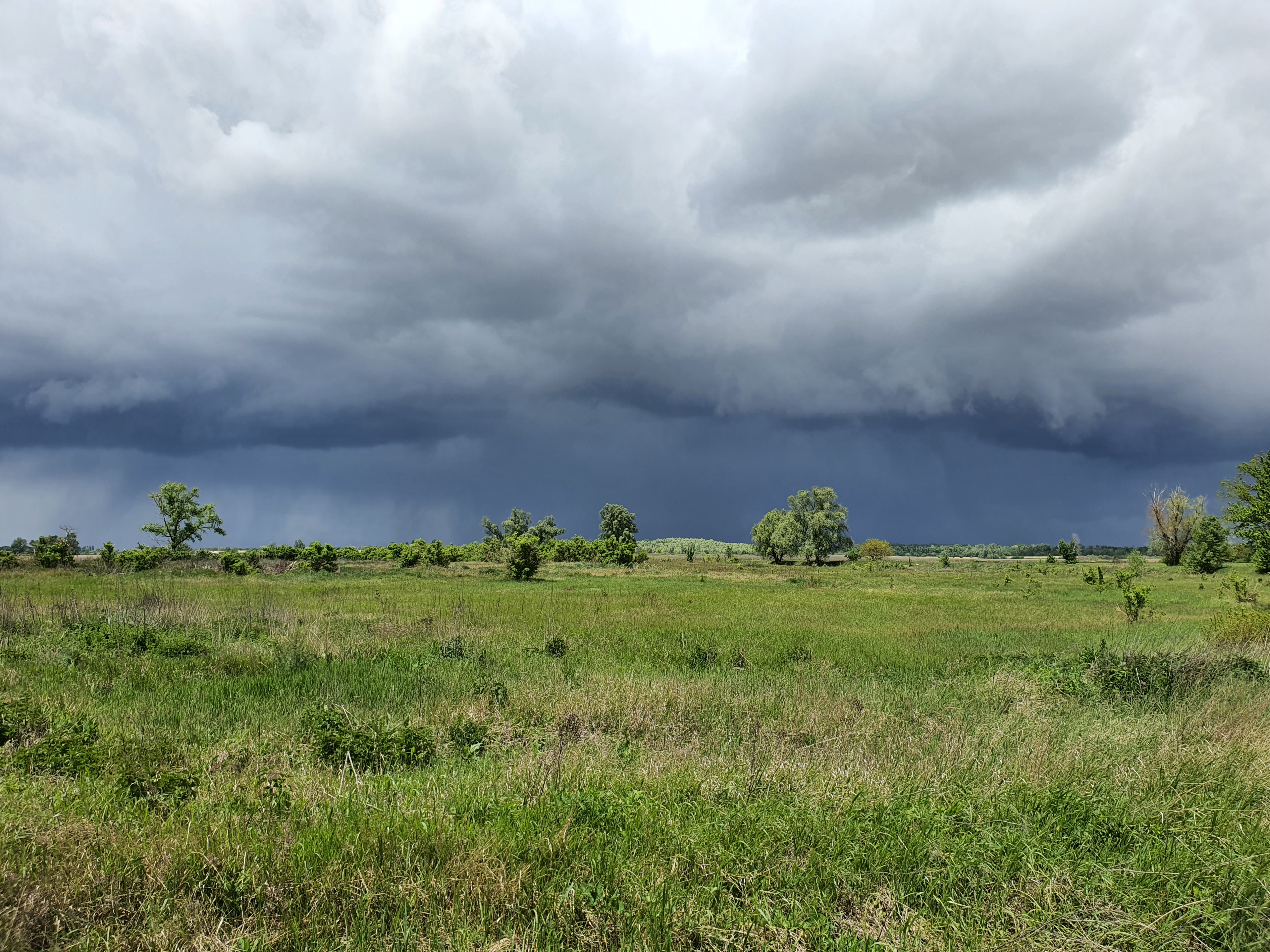
Північно-західна околиця
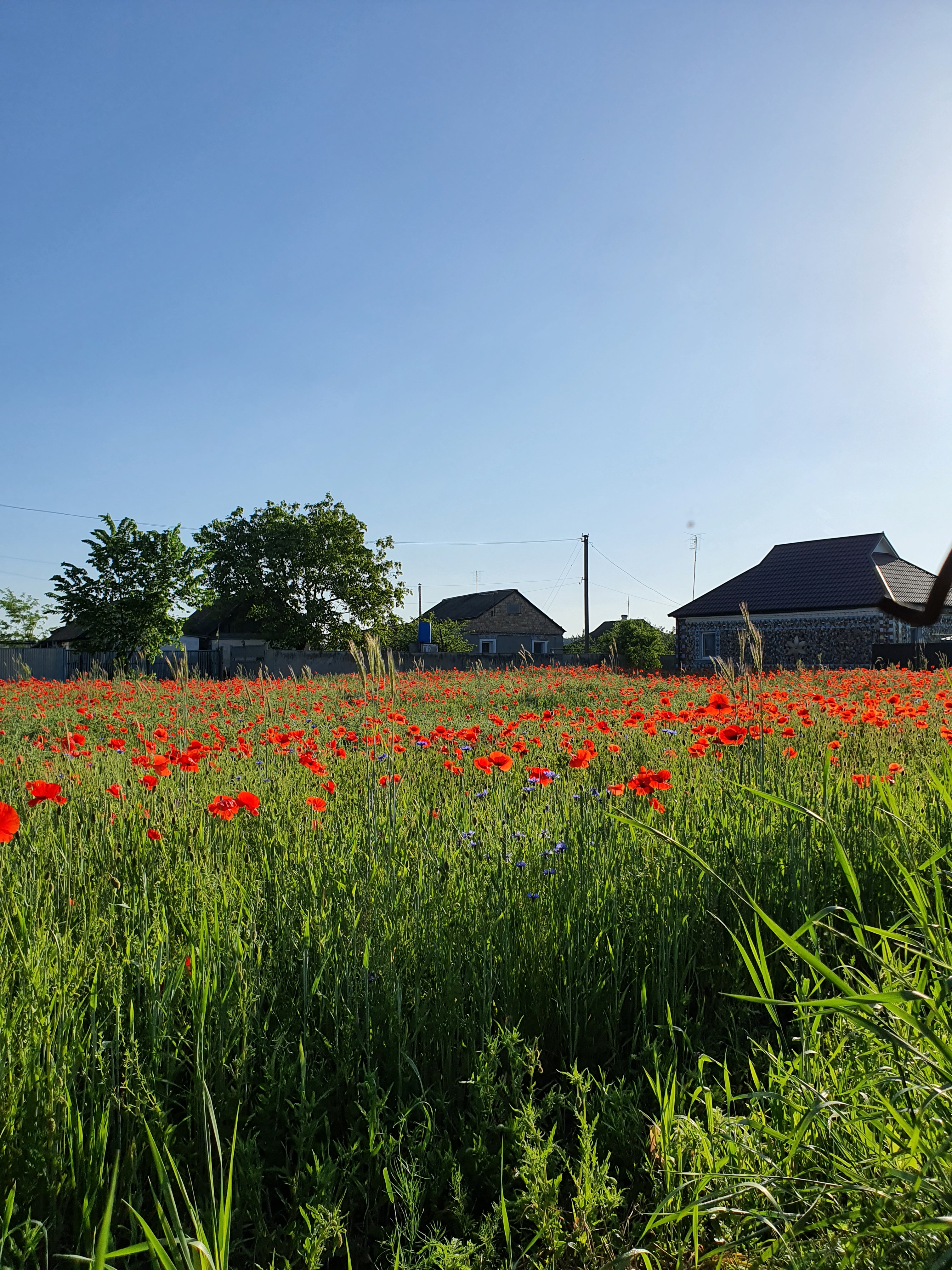
Краєвид села
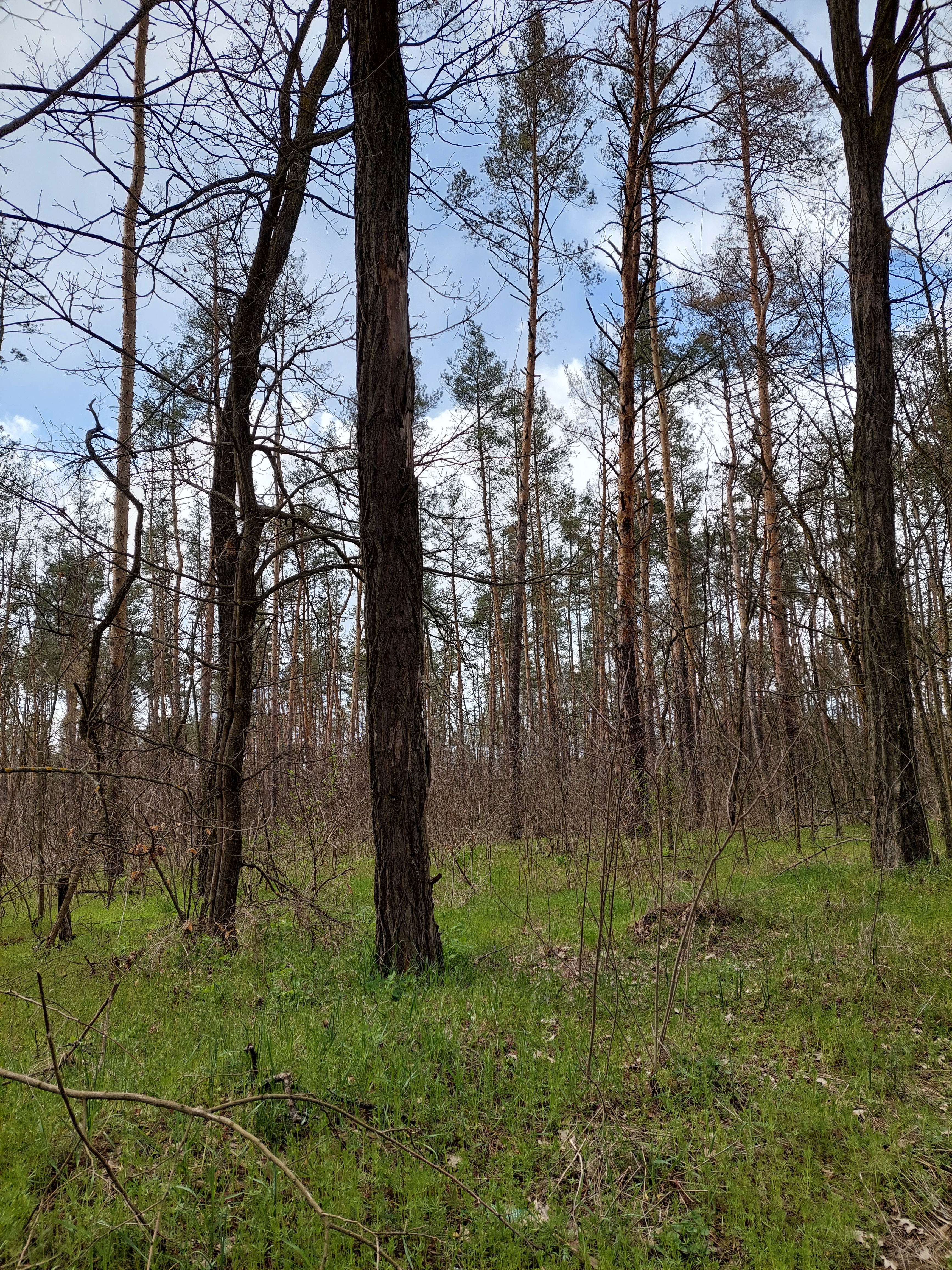
Ліс на півночі села, з боку залізниці